# Lithosia minima
Lithosia minima là một loài bướm đêm thuộc phân họ Arctiinae, họ Erebidae.